# Västkustens dansfestival
Västkustens dansfestival är en svensk dansbandsfestival som arrangeras på Lane Loge varje år vecka 28. Dansfestivalen har arrangerats sedan tidigt 1990-tal med dans till Svenska populära dansband. Festivalen lockar besökare från hela Norden.